# Tassanapong Muaddarak
Tassanapong Muaddarak (thailändisch ทัศนพงษ์ หมวดดารักษ์, * 12. Januar 1991 in Khon Kaen) ist ein thailändischer Fußballspieler.

## Karriere
Tassanapong Muaddarak erlernte das Fußballspielen in der Jugendmannschaft vom Pattaya United FC in Pattaya. Über die Stationen Prachinburi FC und Rangsit University FC wechselte er 2015 nach Pathum Thani zu Bangkok Glass, dem heutigen BG Pathum United FC. Bis 2018 spielte er mit dem Verein in der ersten Liga. Ende 2018 musste er mit dem Verein als Tabellenvierzehnter den Weg in die Zweitklassigkeit antreten. In der zweiten Liga, der Thai League 2, stand er 2019 elfmal auf dem Spielfeld. Zum Ende der Saison wurde er mit BG Meister der zweiten Liga und stieg somit sofort wieder in die erste Liga auf. 2020 wurde er an den Erstligaabsteiger Chiangmai FC aus Chiangmai ausgeliehen. Für Chiangmai absolvierte er 25 Spiele in der zweiten Liga. Im Juli 2021 wechselte er zum Erstligaaufsteiger Nongbua Pitchaya FC. Für den Verein aus Nong Bua Lamphu stand er 27-mal in der ersten Liga auf dem Spielfeld. Der ebenfalls in der ersten Liga spielende Bangkok United nahm ihn im Juni 2022 unter Vertrag. 2023 wurde er mit dem Hauptstadtverein Vizemeister. Am 28. Mai 2023 stand er mit dem Verein im Finale des thailändischen Pokals. Hier unterlag man dem Erstligisten Buriram United mit 0:2. Am 5. August 2023 gewann er mit Bangkok United den thailändischen Super Cup. Das Spiel gegen den Meister Buriram United im Rajamangala Stadium gewann man mit 2:0. Am Ende der Saison 2023/24 feierte er mit dem Verein die Vizemeisterschaft. Am 15. Juni 2024 gewann er mit Bangkok United den FA Cup. Das Endspiel gegen den Zweitligisten Dragon Pathumwan Kanchanaburi FC gewann man im Elfmeterschießen. Nach 36 Erstligaspielen wechselte er im Sommer 2024 zum ebenfalls in der ersten Liga spielenden Sukhothai FC.

## Erfolge
BG Pathum United FC
- Thailändischer Zweitligameister: 2019  ▲

Bangkok United
- Thailändischer Vizemeister: 2022/23,  2023/24
- Thailändischer Pokalsieger: 2023/24
- Thailändischer Pokalfinalist: 2022/23
- Thailändischer Supercup-Sieger: 2023